# Кадвейтиан
Кадвейтиан (валл. Cadweithian; IX век) — упоминается в "Анналах Камбрии" дважды: за 862 год, как изгнанный, и за 882 год, как умерший.
Анналы Камбрии действительно записывают за 863 год, что «Кадвейтиан был изгнан», но не говорит, за что, кем он был, в какой части Уэльса он жил, какой титул он мог иметь. Даррелл Уолкотт предплагает следующие причины, по которым его можно отнести к династии Поуиса: во-первых, имя фонетически схоже с Гуэйдан и Аедан, и он вполне мог принадлежать к этой династии; во-вторых, тот факт, что этот человек был изгнан, предполагает, что он стоял на чьем-то пути, и что его смерть не обязательна; в-третьих, таким способом, его брат мог с большей благосклонностью присоединиться к восстанию, чем другие, желающие его смерти. Ранее не предпринимались попытки идентифицировать Кадвейтиана.
Даррелл Уолкотт выдвигает версию, что Кадвейтиан был сыном Аедана ап Кингена, таким образом наследником королевства Поуис и продолжателем династии Каделлингов, и марионеткой в руках англосаксов; он, якобы, отказался присоединиться к восстанию, под главенством его троюродного брата Родри Великого. Но его младший брат, Брохвайл ап Аедан, был готов сбросить ярмо саксов. Вступив в союз с Родри, они поставили перед Кадвейтианом выбор; изгнание из Поуиса или смерти. Он собрал своих сторонников и покинул страну в неизвестном направлении; Объединенные силы отрядов Северного Уэльса теперь смогли сражаться с саксами на равных условиях впервые за поколение. Правление в Поуисе было восстановлено в лице его брата Брохвайла, представителя династии Каделлингов, человека, которого многие годы почитали его потомки.
Мнение о том, что династия Поуис пресеклась в IX веке, основывается на предположениях других историков. Мало того, что нет никаких достоверных доказательств того, что Мервин ап Родри унаследовал Поуис, есть свидетельства того, что он действительно жил на полуострове Ллейн в Гвинеде. Предвзятость по отношению к Поуису была настолько внесена в ранние версии, что даже после признания того, что она существовала как территория, полностью отделенная от Гвинеда, ее королям давали ложные родословные, чтобы показать, что они получили свое положение только благодаря материнскому происхождению от Родри Великого. Первым генеалогическим изобретением было Лливелин ап Мервин ап Родри Великий; Трифин - единственный сын Мервина, который упоминается в первоисточниках. И если в записи "Хроник" за 904 год говорится, что «сын Мервина был убит своими родными», Д.Уолкотт предполагает, что сына назвали бы, если у Мервина было бы их несколько. Единственное, что использовали генеалоги для этого Лливелина, - это присвоить ему дочь и заявить, что она, дескать, вышла замуж за Оуайна, сына Хивела Доброго, и передала Поуис своему сыну, Маредиду ап Оуайну. Когда Лливелин ап Сейсилл пришел к власти в начале XI века, все эти генеалогические фикции теперь принесли свои плоды: его единственная претензия на правление Поуиса, по словам сторонников Родри Великого, была получена благодаря его браку с дочерью Маредида. Можно согласиться, что его претензия на Дехейбарт произошла от этого брака, поскольку у Маредида не один сын не выжил. И поскольку родословная Лливелина по отцовской линии еще не всплыла, он был связан с Родри Великим по материнской линии. Его мать упоминается как Прауст верх Элисед ап Анарауд. Похоже, это тот самый Элисед, который был братом Идвала ап Анарауда; оба были убиты в 942 году. Похоже, что эта женщина могла быть матерью Лливелина ап Сейсилла если она родилась бы заново, после смерти её отца. Далее Уолккотт считает, что Лливелин ап Сейсилл по мужской линии происходит от старых правителей Поуиса, и по этой причине он и его сын были королями Поуиса.